# Talne uši
Talne uši (znanstveno ime Zoraptera, grško zor - čist + apteros - brez kril) so majhen in verjetno najslabše poznan red krilatih žuželk, katerega predstavnike uvrščamo v en sam rod, Zorotypus (razen enega fosilnega predstavnika, Xenozorotypus burmiticus), in tega v eno samo družino (Zorotypidae).

## Opis
So majhne žuželke, velikosti 4 mm ali manj, po videzu spominjajo na termite. Glava je hipognatna, na njej so devetčlenske tipalnice, sestavljene oči, tri očesca in obustne okončine, izoblikovane v grizalo. Načeloma imajo dva para kril z zelo reduciranimi žilami, od katerih je sprednji par večji, lahko pa jih tudi odvržejo kot mravlje ali termiti in se premikajo samo z nogami. Nekatere vrste so popolnoma brez kril, te tudi nimajo oči. Pri drugih je prisotnost kril odvisna od življenjskih pogojev. Prevladuje oblika brez kril, ob neugodnih pogojih pa producirajo potomce s krili in razvitimi očmi, ki nato odletijo stran od kolonije in poiščejo boljši življenjski prostor. Na kratkem, širokem zadku, ki ga sestavlja 11 členov, je še par enočlenskih cerkov. Genitalije samcev so asimetrične.
Imajo nepopolno preobrazbo - ameriške vrste se na primer levijo štirikrat preden odrastejo, ličinke so podobne odraslim živalim.

## Sistematika in ekologija
Talne uši živijo v območjih s tropskim podnebjem, razen v Avstraliji. So socialne žuželke, ki živijo med odpadlim listjem, v gnilem lesu ali blizu kolonij termitov. Prehranjujejo se z glivami in mrtvimi členonožci.
Njihov sistematski položaj znotraj skupine krilatih žuželk je še v veliki meri nepojasnjen, prav tako razmerja znotraj reda. Po različnih morfoloških in genetskih značilnostih so še najbliže nogoprelcem.

### Seznam vrst
Opisanih je okoli 30 vrst talnih uši; tradicionalno vse uvrščamo v en sam rod Zorotypus, novejši avtorji pa so družino razdelili v 7 rodov z zaenkrat še nepojasnjenimi medsebojnimi sorodstvenimi vezmi.
| Zorotypus acanthothorax Engel & Grimaldi Zorotypus amazonensis Rafael & Engel Zorotypus barberi Gurney Zorotypus brasiliensis Silvestri Zorotypus buxtoni Karny Zorotypus caudelli Karny Zorotypus ceylonicus Silvestri Zorotypus congensis Ryn-Tournel Zorotypus cramptoni Gurney Zorotypus cretatus Engel & Grimaldi Zorotypus delamarei Paulian Zorotypus goeleti Engel & Grimaldi Zorotypus guineensis Silvestri Zorotypus gurneyi Choe Zorotypus hamiltoni New Zorotypus hubbardi Caudell Zorotypus huxleyi Bolivar & Coronado Zorotypus javanicus Silvestri Zorotypus juninensis Engel | Zorotypus lawrencei New Zorotypus leleupi Weidner Zorotypus longicercatus Caudell Zorotypus manni Caudell Zorotypus medoensis Hwang Zorotypus mexicanus Bolivar Zorotypus nascimbenei Engel & Grimaldi Zorotypus neotropicus Silvestri Zorotypus newi (Chao & Chen) Zorotypus philippinensis Gurney Zorotypus shannoni Gurney Zorotypus silvestrii Karny Zorotypus sinensis Hwang Zorotypus snyderi Caudell Zorotypus swezeyi Caudell Zorotypus weidneri New Zorotypus vinsoni Paulian Zorotypus zimmermani Gurney |